# Championnat de France de basket-ball 1951-1952
Navigation
Saison précédente Saison suivante
La saison 1951-1952 du championnat de France de Basket-Ball de Nationale est la 30e édition du championnat de France masculin de basket-ball

## Présentation
16 équipes sont regroupées en 2 groupes.
La saison régulière se déroule du 27 octobre 1951 au 2 mars 1952, chaque équipe rencontre les autres équipes du même groupe en match aller-retour.
Les premiers des deux groupes sont qualifiés pour la finale
Le meilleur marqueur du championnat est Henri Théron (AS Montferrand) avec un total de 288 points (Moyenne de 20,6)

## Classement final de la saison régulière
La victoire rapporte 3 points, le match nul 2 points, la défaite 1 point. En cas d'égalité, les clubs sont départagés au point-average particulier 